# Isaszeg
Isaszeg je vas na Madžarskem, ki upravno spada pod podregijo Gödöllői Županije Pešta.